# Katarina Ismajlova
Katarina Ismajlova är en kortroman från 1865 av den ryska författaren Nikolaj Ljeskov. Dess ryska titel är Леди Макбет Мценского уезда, Ledi Makbet Mtsenskogo uezda, som betyder "Mtsenskdistriktets Lady Macbeth". Romanen handlar om en kvinna som är otrogen och dras in i intriger som leder till att hon begår mord.
Romanen gavs ut på svenska 1947 i översättning av Margit Lindström, i en delad volym med Ljeskovs novell "Mästersmeden från Tula". Katarina Ismajlova var förlaga till operan Lady Macbeth från Mtsenskdistrikten av Dmitrij Sjostakovitj och filmen Sibirska Ledi Magbet i regi av Andrzej Wajda.